# Aariya jezik
Aariya jezik (ISO 639-3: aay), neklasificirani jezik iz Indije za koji se smatra da je izumro, ili točnije da nema evidencija o njegovom postojanju i čiji je kodni naziv iz upotrebe povučen 16. siječnja 2009. godine.
Njime je navodno (?) na području indijske države Madhya Pradesh, u distriktima Chhatarpur, Datia, Panna, Rewa, Satna, Shahdol, Sidhi i Tikamgarh, govorilo istoimeno pleme.

## Vanjske poveznice
- Ethnologue (14th)
- Ethnologue (15th)